# Piraña paura
Piraña paura (Piranha II: The Spawning) è un film del 1982, diretto da James Cameron e Ovidio G. Assonitis.

## Trama
In un'isola dei Caraibi vengono rinvenuti cadaveri orrendamente mutilati e sbranati da esseri misteriosi. Un'istruttrice subacquea scopre che gli artefici di questi delitti sono dei pericolosissimi piraña, mutati geneticamente. 

## Produzione
Assonitis, inizialmente, doveva dirigere la pellicola. Successivamente, a causa di una clausola stabilita con la Warner Bros., venne deciso di assoldare un cineasta americano. Il produttore si consultò con Roger Corman il quale consigliò al finanziatore di far esordire James Cameron, all'epoca suo effettista di fiducia. 
Stando alle parole del futuro Premio Oscar, il set fu molto difficile. In particolare, l'autore di Titanic ebbe numerosi scontri con Assonitis. Dopo pochi giorni, Cameron venne licenziato e il lungometraggio fu portato a termine dal produttore italo-greco.

## Distribuzione
Il film venne distribuito in Italia a partire dal 14 agosto 1982. Successivamente, fu esportato all'estero, col titolo internazionale Piranha II: The Spawning. 

## Versioni alternative
Alla fine degli anni Ottanta venne pubblicata una versione laserdisc ri-montata dallo stesso Cameron. In seguito, tutte le edizioni sul mercato furono omologate allo standard cinematografico voluto da Assonitis.

## Accoglienza
La critica ha generalmente recensito negativamente il film. 
La rivista FilmTv considera il lungometraggio «anonimo e godibile solo per i fan del genere». Dello stesso avviso anche Morando Morandini che giudica l'esordio di Cameron una «regia efficace» ma con una trama «insensata e ridicola».